# St. Leonhard (Feuerthalen)

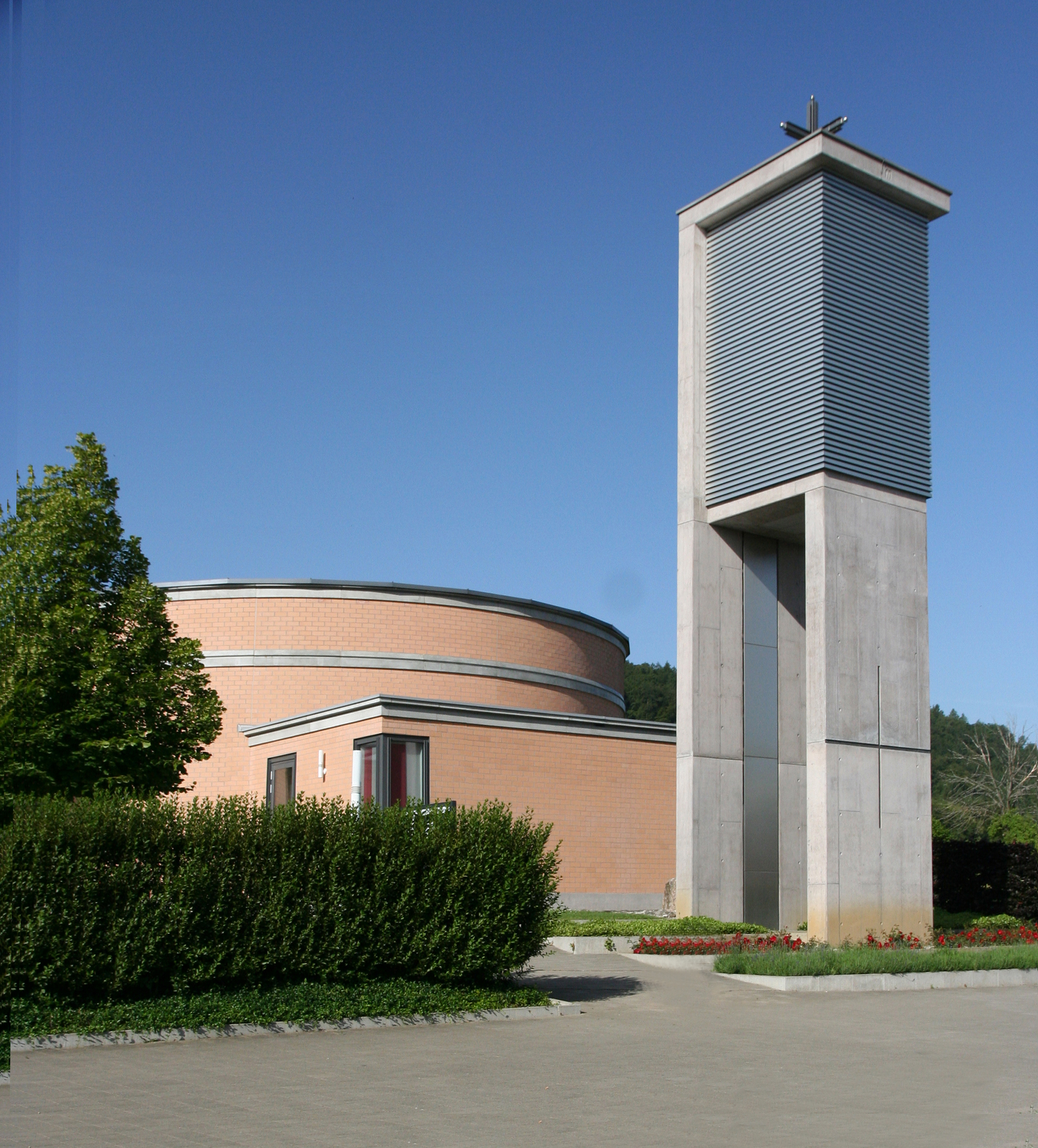
Kirche St. Leonhard

Die Kirche St. Leonhard ist die römisch-katholische Pfarrkirche von Feuerthalen im Bezirk Andelfingen des Kantons Zürich in der Schweiz. Zusammen mit der Kirche St. Plazidus und Sigisbert in Kleinandelfingen und der Kirche Liebfrauen in Oberstammheim gehört sie zum Seelsorgeraum Andelfingen-Feuerthalen.

## Geschichte

### Vorgeschichte und Namensgebung

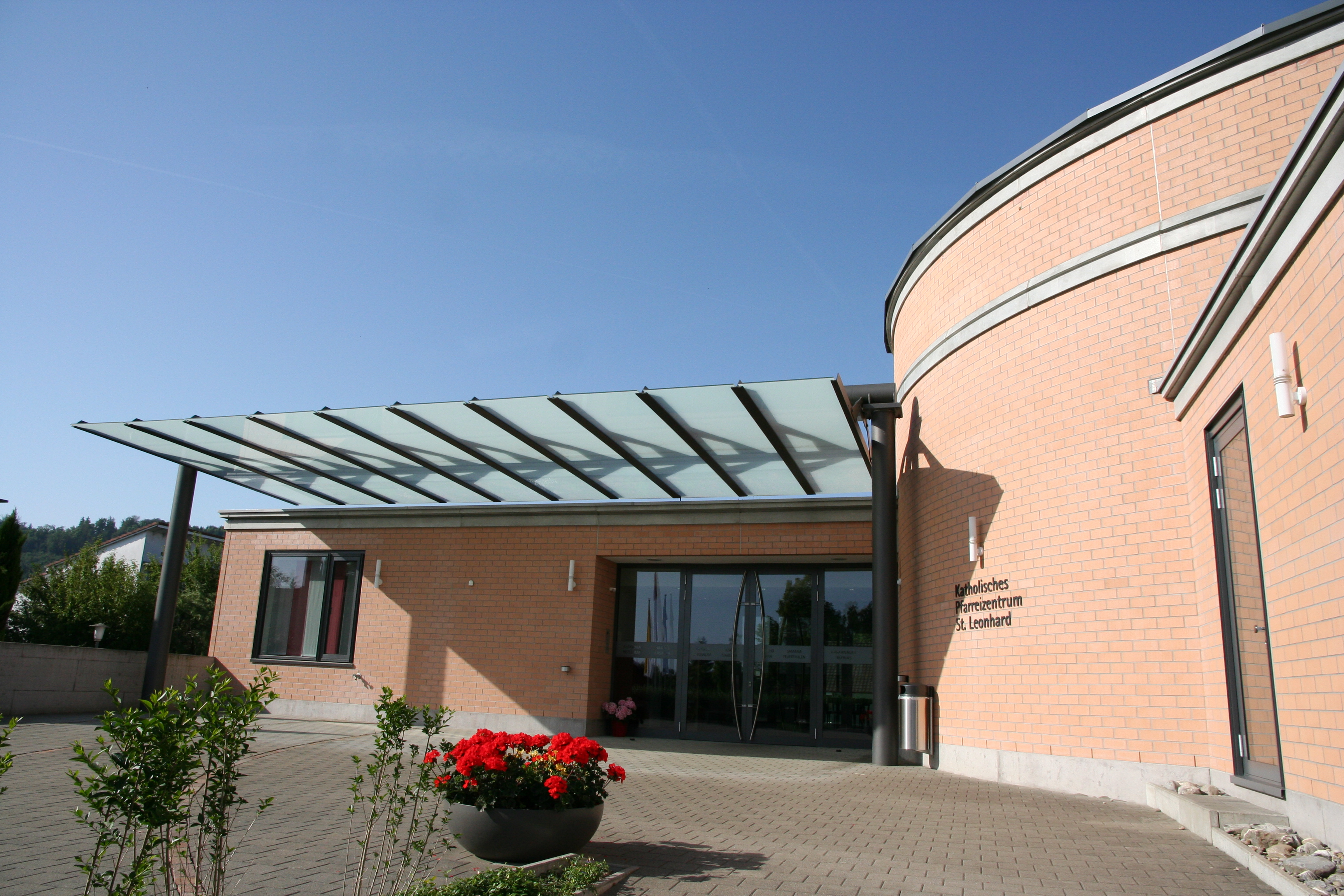
Eingang zur Kirche

Im Mittelalter gab es in Feuerthalen eine Kapelle, die dem Hl. Leonhard geweiht gewesen war. Dieses Patrozinium erklärt sich durch den Umstand, dass Feuerthalen auf dem Weg von Schaffhausen nach Winterthur liegt und der Hl. Leonhard u. a. auch der Patron der Fuhrleute und Pferde ist. Wann genau die Kirche erbaut worden war, ist nicht gesichert, da beim Stadtbrand von Schaffhausen im Jahr 1372 die vorhanden gewesenen älteren Akten verbrannten. Es steht fest, dass die Kapelle St. Leonhard in Feuerthalen im 14. Jahrhundert bereits vorhanden war und von der Pfarrkirche St. Johann in Schaffhausen aus betreut wurde.
Nach der Reformation in Zürich ab dem Jahr 1523 wurde die Kapelle in Feuerthalen profaniert, diente als Schopf, zeitweilig als Wohnung. Die Bewohner von Feuerthalen waren fortan nach Laufen kirchgenössig. 1628 bis 1629 wurde die einstige Kapelle von Feuerthalen renoviert und anschliessend wieder für reformierte kultische Zwecke genutzt. Am 3. November 1675 erhob die Zürcher Regierung die Filiale Feuerthalen zur reformierten Pfarrkirche. Die einzelnen in der Region sesshaften Katholiken hatten dagegen die Möglichkeit, in den Klosterkirchen Paradies und Rheinau katholische Gottesdienste zu besuchen. Als sich ab der Mitte des 19. Jahrhunderts im Zuge der Industrialisierung und der Niederlassungsfreiheit weitere Katholiken im nördlichen Weinland niederliessen, wurden diese von den katholischen Pfarreien Santa Maria (Schaffhausen) und Hl. Kreuz in Neuhausen betreut.

### Entstehungs- und Baugeschichte
Um 1860 lebten 60 Katholiken im Gebiet der heutigen Pfarrei Feuerthalen. Im 20. Jahrhundert nahm deren Zahl zu, so dass nach dem Zweiten Weltkrieg der Wunsch nach einer eigenen Pfarrei entstand. Die fehlenden finanziellen Mittel machten jedoch die Suche nach einem geeigneten Bauplatz und die Planung einer angemessenen Kirche schwer. Das Hilfswerk Fastenopfer plante in den 1960er Jahren einen Prototyp einer Notkirche, der späteren Fastenopfer-Kirche, die zwar kostengünstig, aber auch einen angemessenen kirchlichen Raum darstellen sollte.
Da dieses Projekt jedoch noch nicht fertig ausgearbeitet worden war und der Bau einer Kirche in Feuerthalen vordringlich erschien, musste sich die Gemeinde nach einer Alternative umsehen. Generalvikar Alfred Teobaldi machte die Verantwortlichen in Feuerthalen im Herbst 1964 auf die Notkirche St. Georg in Elgg aufmerksam. Eine Besichtigung dieser Kirche zeigte, dass dieses Gotteshaus als Prototyp für Feuerthalen in Frage kam. 1965 fand die erste Sitzung der Baukommission für eine Kirche in Feuerthalen statt. An dieser Sitzung war auch Architekt P. Fleischmann von Elgg anwesend, der daraufhin den Auftrag erhielt, den Bautypus der katholischen Kirche von Elgg für die Bedürfnisse von Feuerthalen anzupassen. Am 24. Januar 1966 fand der erste Spatenstich auf dem Lindenbuck statt. Per 1. Juli 1966 ernannte der Bischof von Chur, Johannes Vonderach, das Gebiet zum Pfarrrektorat und gliederte es der Pfarrei Andelfingen ein. Am 14. August 1966 wurde die fertig gebaute Kirche eingeweiht und der Hl. Leonhard zum Patron der Kirche bestimmt – dies in Erinnerung an die mittelalterliche Kirche von Feuerthalen, die ebenfalls dem Hl. Leonhard geweiht gewesen war.
Die 1966 erbaute Kirche war 25 Meter lang und stand auf einem Betonsockel, der eine Zivilschutzanlage enthielt. Diese erste Kirche besass 250 Sitzplätze und war mit schlichtem liturgischen Gerät von Willi Buck, Wil SG ausgestattet. Im Jahr 1968 wurde ein Kirchturm mit drei Glocken errichtet und ein Jahr später erfolgte der Bau eines Pfarrhauses an der Höhenstrasse. Per Ostern 1971 wurde Feuerthalen zu einer eigenständigen Pfarrei erhoben und von Andelfingen abgetrennt.
Nach 40 Jahren zeigten sich an der einst als Provisorium errichteten Holzkirche bauliche Mängel. Auch genügten die Räumlichkeiten den Bedürfnissen für die gewachsene Pfarrei nicht mehr, besonders fehlten Begegnungsräume. Nach einem Bauwettbewerb entschied die Gemeinde im Jahr 2005, eine neue Kirche samt Pfarreizentrum nach Plänen des Architekten Pierre Ilg erbauen zu lassen. Im August 2006 erfolgte der erste Spatenstich, am 11. März 2007 die Grundsteinlegung und 1. Juni 2008 die Einweihung der Kirche durch Bischof Vitus Huonder.
Im Jahr 2008 wurde der Pfarrer der Nachbarpfarrei Stammheim-Andelfingen zum Pfarradministrator und 2009 zum Pfarrer der Pfarrei Feuerthalen gewählt. Seit 2011 sind die beiden Pfarreien Feuerthalen und Stammheim-Andelfingen zu einem Seelsorgeraum vereint worden.
Der Seelsorgeraum mit den beiden Pfarreien Feuerthalen und Stammheim-Andelfingen ist mit seinen 3'967 Mitgliedern (Stand 2021) eine der mittelgrossen katholischen Kirchgemeinden des Kantons Zürich. Der Seelsorgeraum ist zuständig für die Orte Adlikon, Andelfingen, Benken, Dachsen, Feuerthalen, Flurlingen, Humlikon, Kleinandelfingen, Laufen-Uhwiesen, Marthalen, Oberstammheim, Ossingen, Trüllikon, Truttikon, Unterstammheim und Waltalingen.

## Baubeschreibung

### Kirchturm und Äusseres

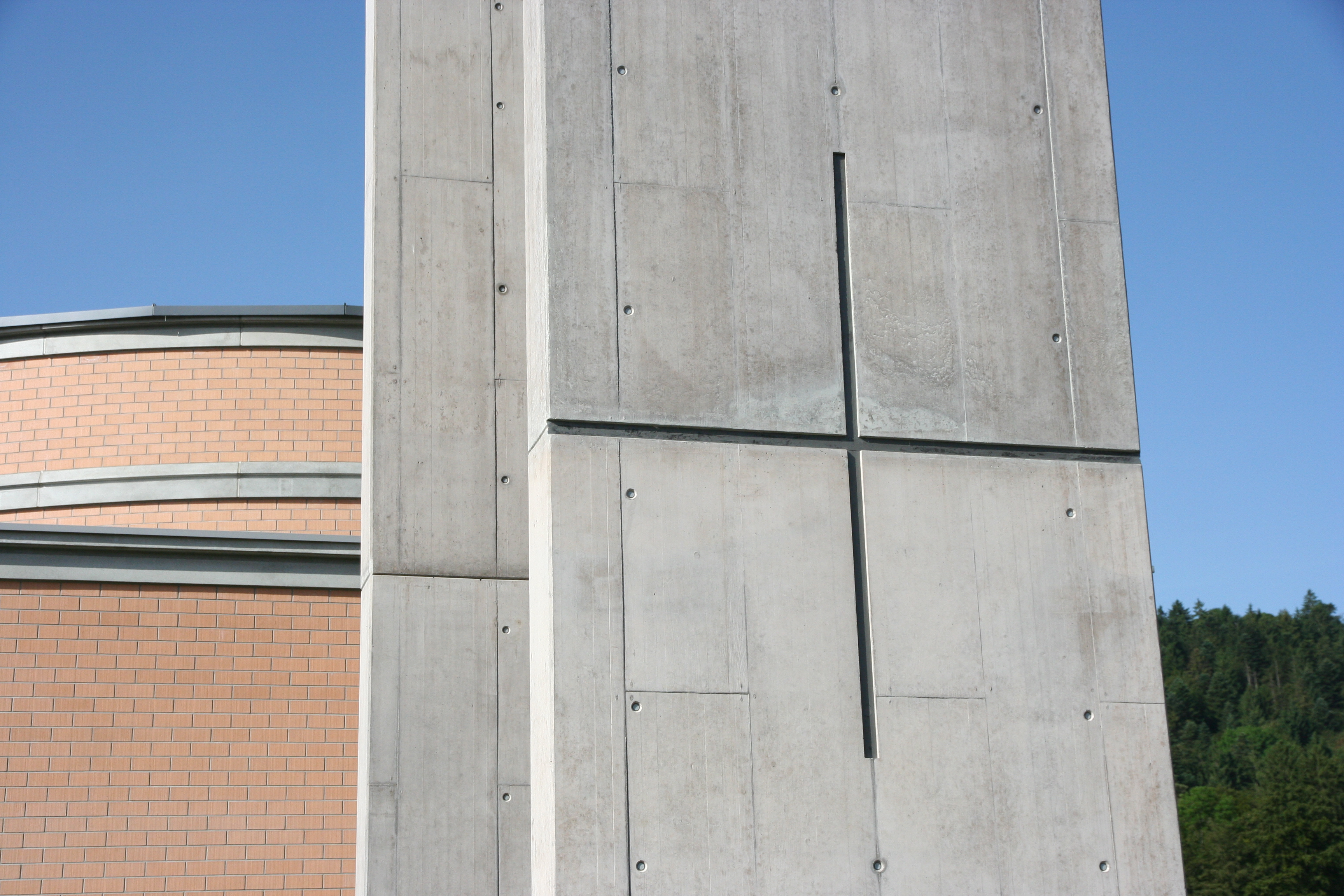
Kreuz am Kirchturm

Die Kirche St. Leonhard befindet sich inmitten eines Wohnquartiers auf dem Lindenbuck und besteht aus einem Rundbau aus Backsteinen, dessen Form ein Symbol für das Unendliche, Göttliche ist. Daran angegliedert sind die profanen Räume des Pfarreizentrums, welche mit ihrer quadratischen Form auf das Endliche, Irdische verweisen. Im ebenerdigen Stockwerk befinden sich das Foyer, Unterrichtsräume, das Pfarreisekretariat, eine Bibliothek sowie eine Küche. Das nach Süden abfallende Gelände ermöglichte den Bau eines lichtdurchfluteten Untergeschosses, in dem sich die Jugendräume, eine Werkstatt sowie der Zugang zu den Infrastrukturräumen befinden.
Der freistehende Kirchturm besteht aus Beton und verweist durch sein Turmkreuz und das in die Betonmauer eingelassene gleichschenklige Kreuz auf die christliche Bestimmung des Gebäudes. Die drei Glocken stammen noch vom Kirchturm der ersten St. Leonhardskirche und waren von der Glockengiesserei Emil Eschmann, Rickenbach TG gegossen worden. Sie erklingen auf die Tonfolge b, c, es. Während des Neubaus der heutigen Kirche wurde das dreistimmige Geläut in der Glockengiesserei H. Rüetschi, Aarau überholt und danach wieder nach Feuerthalen zurückgebracht.

### Innenraum und künstlerische Ausstattung

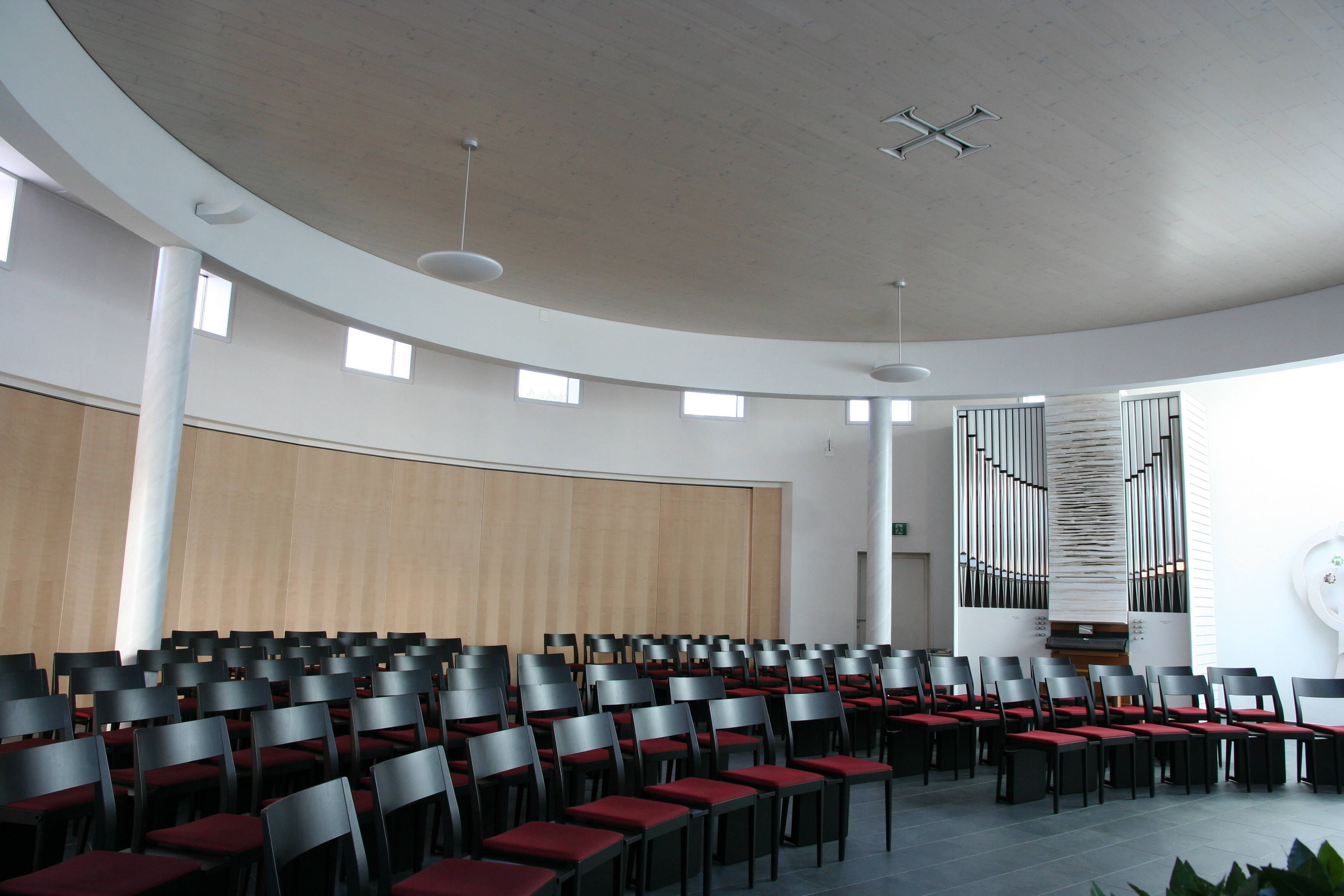
Innenansicht

Über einen Vorplatz gelangt der Besucher in das Foyer und in die Kirche St. Leonhard. Der Kirchbau besitzt keine in die Mauern eingelassenen Glasfenster. Das Tageslicht dringt stattdessen durch ein Oberlicht, welches sich ringförmig der Aussenmauer der Kirche entlangzieht, in den Sakralraum hinein. Das eigentliche Kirchendach ruht auf vier Betonsäulen, welche die Sitzplätze in der Kirche umschreiben. Die Wände der Kirche können bei Bedarf zum Pfarreizentrum hin geöffnet werden, wodurch eine Bestuhlung für bis zu 250 Personen ermöglicht wird.
Der Boden besteht aus dunklen Steinplatten, von denen der Altarraum durch zwei Stufen abgehoben ist. Altar, Ambo und Tabernakel bestehen aus hellem Holz. Der Altar nimmt in seiner geschwungenen Form die Formensprache des Kirchenraumes auf. Der frei stehende Tabernakel besitzt eine kreisförmige Form, welche wie der Grundriss des Kirchenraums auf die Unendlichkeit verweist. Auf der Frontpartie des Tabernakels sind zwei Engel angedeutet, die das Allerheiligste beschützen und es anbeten. Auf der linken Seite des Altarraums befindet sich eine zeitgenössische Holzfigur des Hl. Leonhard, welche von zwei reliefartigen Pyramiden flankiert wird. Auf der rechten Seite des Altarraumes flankieren die Pyramiden eine Madonnenfigur aus der Zeit des Übergangs von der Romanik zur Gotik. In der Mitte der Decke ist ein gleichschenkliges Tatzenkreuz eingelassen, das illuminiert werden kann. Der Grundstein der Kirche enthält ein Relief mit einem Kreuz und der Jahreszahl 2007. Der Bibelvers im Grundstein aus Jesaja 28, 16 lautet: „Gott der Herr spricht: Siehe, ich lege in Zion einen Grundstein, einen bewährten Stein, einen kostbaren Eckstein, der fest gegründet ist.“

### Orgel

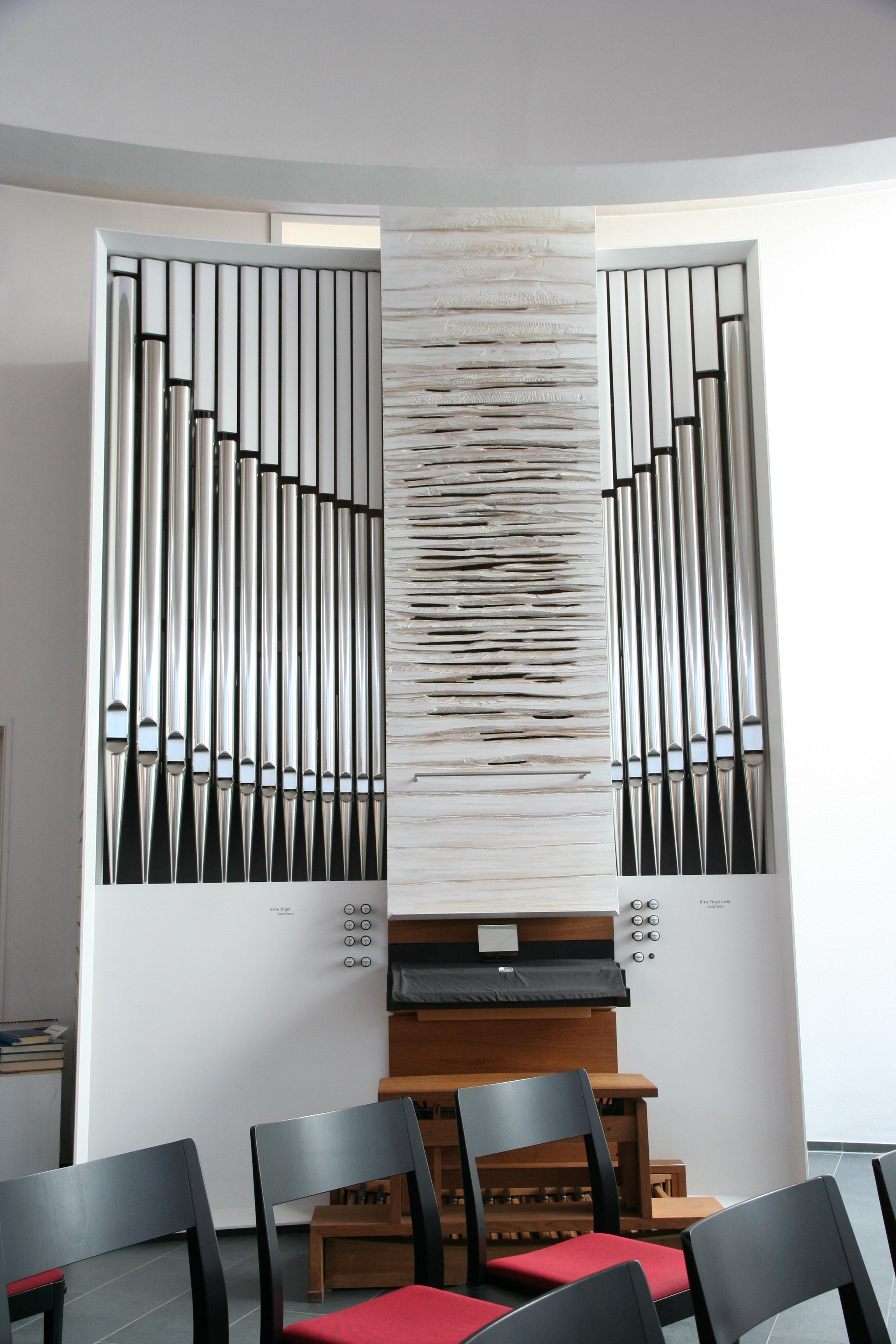
Winterhalter-Orgel von 2009

Die Firma Claudius Winterhalter erhielt den Zuschlag für den Bau der Orgel, weil sein Entwurf auf das Raumkonzept der neu erstellten Kirche St. Leonhard sowohl optisch als auch klanglich abgestimmt war. Das Gehäuse des Instruments fügt sich als Kreisbogensegment harmonisch in den Rundbau des Kirchenraums ein. Im asymmetrischen Zentrum des Orgelprospektes erhebt sich eine konkav zur Raummitte hin gebogene Stele, die dem Organisten auch als Notenpult dient. Obwohl das Instrument aufgrund des Kirchenraumes nicht besonders gross sein konnte, strebte der Orgelbauer „eine vielschichtig durchdrungene Klanglichkeit mit ausgeprägter Mischfähigkeit und hoher Intensität“ an. Im März 2009 wurde die Orgel durch den Abt des Klosters Disentis, Daniel Schönbächler geweiht. Das Werk weist 10 klingende Register auf, drei davon sind Wechselschleifen. Die Disposition der Orgel:
| I Manual C–g3               |       |
| Principal                   | 8′    |
| Bourdon (Wechselschleife)   | 8′    |
| Octave                      | 4′    |
| Rohrflöte (Wechselschleife) | 4′    |
| Doublette (Wechselschleife) | 2′    |
| Mixtur III                  | 1 ⁄3′ |

| II Manual C–g3     |       |
| Gemshorn           | 8′    |
| Bourdon            | 8'    |
| Rohrflöte          | 4′    |
| Sesquialter II     | 2 ⁄3′ |
| Quinte (Vorauszug) | 2 ⁄3′ |
| Doublette          | 2′    |
| Trompete           | 8′    |

| Pedal C–f1                      |     |
| Subbass                         | 16′ |
| Gedecktbass (Extension Subbass) | 8′  |

- Koppeln: II/I, I/P, II/P, Sub II–II (durchkoppelnd auf Man. I), Super II–P
- Tremulant
- Stimmung: Billeter; a° 440 Hz / 16 °C